# 애니타 린다
애니타 린다(Alice Buenaflor Lake, 1924년 11월 23일 ~ 2020년 6월 10일)는 필리핀의 배우, 희극 배우이다.

## 영화
- 마이 일리걸 와이프 (2014년)
- 터미테리아 (2013년)
- 이스다-물고기 이야기 (2011년)
- 롤라 (2009년)
- 마닐라 (2008년)
- 아델라 (2008년)
- 드럼비트 (2007년)
- 양철 지붕 위의 여자 (1998년)
- 검은 유혹 (1988년)
- 더 어덜트 키드 (1976년)
- 로렐레이 (1974년)